# Resolución 743 del Consejo de Seguridad de las Naciones Unidas
La resolución 743 del Consejo de Seguridad de las Naciones Unidas, adoptada por unanimidad el 21 de febrero de 1992, después de reafirmar las resoluciones 713 (1991), 721 (1991), 724 (1991), 727 (1992) y 740 (1992), y considerando que la situación en la República Federal Socialista de Yugoslavia constituye una amenaza a la paz internacional y a la estabilidad, el Consejo estableció una misión de mantenimiento de la paz en el país, conocida como la Fuerza de Protección de las Naciones Unidas (UNPROFOR), con el objetivo de alcanzar un arreglo político pacífico en la región.
El Consejo también decidió desplegar la Fuerza por una periodo inicial de doce meses, luego decidiendo que el embargo de armas en Yugoslavia no debería aplicarse para armas y equipamiento militar destinados a UNPROFOR. Solicitó al Secretario General Boutros Boutros-Ghali a tomar medidas para desplegar a la Fuerza tan pronto como fuese posible, sujeto a la aprobación del Consejo, incluyendo un presupuesto que sería pagado parcialmente por los partidos yugoslavos pero observando que UNPROFOR es un arreglo provisional. El financiamiento fue discutido por la Asamblea General el 19 de marzo de 1992. La resolución también requería que él sumitiera reportes como fuese apropiado y no menos de cada seis meses, con el primer reporte dentro de dos meses sobre el progreso en la región.
La resolución 743 también exhortó y demandó a todos los partidos en la región que observaran el alto al fuego para asegurar la seguridad de UNPROFOR, llamando de nuevo a los partidos yugoslavos a cooperar con la Conferencia en Yugoslavia. También solicitaba ayuda internacional para la Fuerza, particularmente con respecto al tránsito de personal y equipamiento.
El poder inicial de la Fuerza de Protección de las Naciones Unidas, no autorizada bajo el Capítulo VII, consistió en un alrededor de 13000 tropas, 100 observadores militares y 530 personales policiacos. Fue la segunda mayor operación de mantenimiento de paz de las Naciones Unidas en la historia, cubriendo toda Yugoslavia con excepción a Eslovenia, y permanecería en lugar hasta que el Acuerdo de Dayton tomara efecto el 20 de diciembre de 1995.